# Đội tuyển Davis Cup Gruzia
Đội tuyển Davis Cup Gruzia đại diện Gruzia ở giải đấu quần vợt Davis Cup và được quản lý bởi Liên đoàn quần vợt Gruzia.
Gruzia hiện tại thi đấu ở Nhóm III của khu vực châu Âu. Thành tích tốt nhất của họ là năm 2007 vào đến tứ kết của Nhóm I khu vực Âu/Phi.

## Lịch sử
Gruzia lần đầu tiên tham gia Davis Cup vào năm 1995. Các vận động viện Gruzia trước đây đại diện cho Liên Xô.

## Đội hình hiện tại (2017)
- Nikoloz Basilashvili
- George Tsivadze